# Évillers
Évillers – miejscowość i gmina we Francji, w regionie Burgundia-Franche-Comté, w departamencie Doubs.
Według danych na rok 1990 gminę zamieszkiwały 283 osoby, a gęstość zaludnienia wynosiła 22 osoby/km² (wśród 1786 gmin Franche-Comté Évillers plasuje się na 470. miejscu pod względem liczby ludności, natomiast pod względem powierzchni na miejscu 292.).